# Ziferblat
Ziferblat (svoboden prostor) je mednarodna veriga kavarn, ki strankam ponuja neomejeno količino čaja, kave, prigrizkov in brezžično povezavo. Stranke plačajo zgolj čas ki ga preživijo v prostoru.

## Zgodovina
Ime Ziferblat je nastalo iz besede Zifferblatt, ki dobesedno pomeni številčnica v nemščini in ruščini. Prvi Ziferblat je bil odprt septembra 2011 v Moskvi. Idejni vodja je Ivan Mitin (Иван Митин). Koncept je razvil na podlagi zamisli o hiši na drevesu, kot prostoru za druženje pesnikov in pisateljev, leta 2010. 

## Koncept
Glavna posebnost Ziferblata ni samo nenavaden način plačila, temveč ustvariti prostor, kjer bi se vsak počutil kot doma. Ustvariti prostor, ki bi omogočal dobre pogoje tako za delo kot tudi zabavo. Ena glavnih prednosti Ziferblata je ta, da gostu omogoča svobodo. Vsak si sam kuha in pripravi čaj ali kavo v skupni kuhinji. Tu ne plačujemo kave ali prigrizkov. Plačujemo le čas.
— Ivan Mitin, idejni vodja

## Lokacije po svetu
Ziferblatove kavarne so odprte v 4 državah: Rusija (Moskva, Sankt Peterburg, Kazan, Nižni Novgorod, Rostov na Donu), Ukrajina (Kijev), Združeno kraljestvo (Manchester, London) in Slovenija (Ljubljana).

## Slovenski Ziferblat
Slovenski Ziferblat se nahaja v Ljubljani na Vegovi ulici 8. Ustanoviteljica je Maša Pavoković, ki se je navdušila nad idejo med bivanjem in delom v enem izmed Ruskih Ziferblatov. Odprt je bil 6. oktobra 2014, kot 13. na svetu. Prostor v katerem se nahaja je prenovljeno dve- in polsobno stanovanje.